# Юдіт Германн
Ю́діт Ге́рманн (нім. Judith Hermann; нар. 15 травня 1970, Берлін) — німецька письменниця

## Біографія
Народилася і виросла в Західному Берліні, у середині 1990-х переїхала в Східний Берлін. Займалася журналістикою. У 1997 році отримала стипендію Альфреда Дебліна від Берлінської художньої академії. У 1998 році з'явилася збірка її оповідань «Літній дім, згодом», яка здобула велику популярність і розійшовся більш ніж 100 тисячним накладом. За книжку письменниця отримала премію Хуго Бали, Бременську премію, Премію Кляйста. У 2003 році вийшла друга книга її оповідань «Нічого, крім привидів», у 2009 році — третя, що називається «Аліса». Критики одностайно визнали письменницю голосом покоління. Твори Юдит Герман були перекладені на данську, англійську, французьку, грецьку, ісландську, італійську, японську, латиську, нідерландську, норвезьку, польську, російську, шведську, сербську, словенську, іспанську, чеську, турецьку та українську мови. Низку її творів екранізовано.

## Творчість
- Sommerhaus, später | «Літній дім, згодом» (1998), укр. пер 2004
- Nichts als Gespenster | «Нічого, крім привидів» (2003), укр. пер 2007
- Alice | «Аліса» (2009)
- Daheim (2021)

## Український переклад
- «Літній дім, згодом» (Львів: ВНТЛ-Класика, 2004)
- «Нічого, крім привидів» (Харків: Фоліо, 2007)
- оповідання «Крижана блакить» («Кур'єр Кривбасу», № 218—219, 2008)
- оповідання «Такий кінець» увійшло в антологію «Контакт із Заходом» (Київ: Критика, 2004)
- «Аліса» (Київ: Темпора, 2013)
- «Вдома» (Львів: Видавництво Старого Лева, 2023)

### Інтерв'ю
- Юдит Германн: «Привычка — это вообще странное слово, я то и дело спотыкаюсь об него» («Профиль», 13 вересня 2008)
- Юдит Германн: «Герої моїх книжок є такими, якою б я хотіла бути»[недоступне посилання з серпня 2019] (Zaxid.net, 10 жовтня 2008)
- Проза прощання [Архівовано 13 жовтня 2011 у Wayback Machine.] // Український тиждень, № 40 (205), 10.10.2011 р.
- Юдіт Германн: «Берлін завжди був і залишається містом привабливої потворності» [Архівовано 25 червня 2017 у Wayback Machine.]